# Cantone di Thourotte
Il Cantone di Thourotte è una divisione amministrativa dell'Arrondissement di Compiègne.
È stato costituito a seguito della riforma approvata con decreto del 20 febbraio 2014, che ha avuto attuazione dopo le elezioni dipartimentali del 2015.

## Composizione
Comprende i 40 comuni di:
- Amy
- Avricourt
- Bailly
- Beaulieu-les-Fontaines
- Cambronne-lès-Ribécourt
- Candor
- Cannectancourt
- Canny-sur-Matz
- Chevincourt
- Chiry-Ourscamp
- Crapeaumesnil
- Cuy
- Dives
- Écuvilly
- Élincourt-Sainte-Marguerite
- Évricourt
- Fresnières
- Gury
- Laberlière
- Lagny
- Lassigny
- Longueil-Annel
- Machemont
- Marest-sur-Matz
- Mareuil-la-Motte
- Margny-aux-Cerises
- Mélicocq
- Montmacq
- Ognolles
- Pimprez
- Plessis-de-Roye
- Le Plessis-Brion
- Ribécourt-Dreslincourt
- Roye-sur-Matz
- Saint-Léger-aux-Bois
- Solente
- Thiescourt
- Thourotte
- Tracy-le-Val
- Vandélicourt